# UN-Menschenrechtsausschuss
Der UN-Menschenrechtsausschuss (englisch Human Rights Committee, CCPR), auch bekannt als Ausschuss für bürgerliche und politische Rechte (englisch Committee on Civil and Political Rights, CCPR), ist ein von den Vereinten Nationen eingesetztes Kontrollorgan, das die Umsetzung und Einhaltung des Internationalen Paktes über bürgerliche und politische Rechte (IPbpR, UN-Zivilpakt, in der Schweiz UNO-Pakt II) und seiner beiden Zusatzprotokolle durch die Vertragsstaaten überwacht. Stellt er bei der Kontrolle Mängel fest, kann er den Staaten Vorschläge und Empfehlungen unterbreiten, wie sie die Umsetzung des Vertrags verbessern können (Art. 62 Abs. 3 UN-Charta). Der CCPR setzt sich aus 18 Sachverständigen zusammen und tagt dreimal jährlich in Genf.
Eine Verwechslungsgefahr besteht mit dem UN-Menschenrechtsrat (englisch Human Rights Council, HRC), welcher die frühere UN-Menschenrechtskommission ersetzte, da diese die Glaubwürdigkeit verloren hatte. Es kann insbesondere verwechselt werden, wenn – wie es beispielsweise das Auswärtige Amt tut – für beide Organe die gleiche Abkürzung benutzt wird: Menschenrechtsrat (Human Rights Council – HRC) und Ausschuss für Menschenrechte (Human Rights Committee – HRC).

## Aufgaben und Tätigkeiten
Die Schaffung des Ausschusses und dessen Aufgaben sind im Teil IV IPbpR enthalten. Seine Zuständigkeit bezieht sich ausschließlich auf Staaten, welche die entsprechenden Abkommen ratifizierten (Art. 48 IPbpR), dazu ist es auch abhängig davon, welche Erklärungen und Vorbehalte die Staaten bei Vertragsabschluss machten. So machte u. a. Pakistan wegen der Sharia Vorbehalte zu den Artikeln 3, 6, 7, 12, 13, 18, 19 und 40 IPbpR, welche nach heftigem Protest durch die westlichen Staaten zurückzogen wurde.
Der CCPR ist zuständig für die Einhaltung folgender Abkommen:
- Internationaler Pakt über bürgerliche und politische Rechte (IPbpR, Zivilpakt)[4][21]
- 1. Fakultativprotokoll zum Zivilpakt für Individualbeschwerden (IPbpR 1. FP)[5][22][23]
- 2. Fakultativprotokoll zum Zivilpakt zur Abschaffung der Todesstrafe (IPbpR 2. FP)[6][24]

Seine diesbezügliche Aufgaben beziehen sich auf:
- Staatenberichte, gem. Art. 40 IPbpR, Art. 3 IPbpR 2. FP
- Staatenbeschwerden,[25] gem. Art. 41 IPbpR, Art. 4 IPbpR 2. FP
- Individualbeschwerden, gem. Art. 2 IPbpR 1. FP, Art. 5 IPbpR 2. FP

### Vertragsgrundlage
Der Zivilpakt ist ein von der UNO geschaffenes Menschenrechtsabkommen, welches am 16. Dezember 1966 zusammen mit dem ersten Fakultativprotokoll zur Individualbeschwerde und dem Sozialpakt von der UN-Generalversammlung verabschiedet wurde (Resolution 2200A (XXI)) und trat am 23. März 1976 völkerrechtlich in Kraft. Er enthält die grundsätzlichen Menschenrechte und einige seiner Bestimmungen wurden als absolute Rechte definiert, sogenanntes zwingendes Völkerrecht von welchen ein Staat auch in einem Notstand nicht abweichen darf (Art. 4 IPbpR).
Um einen Konsens zu erreichen, damit möglichst viele Staaten dem Abkommen beitreten, wurden die strittigen Punkte ausgeklammert und in den beiden Zusatzprotokollen geregelt.
Das erste Fakultativprotokoll (IPbpR 1. FP), welches zusammen mit dem Zivilpakt angenommen wurde, enthält das Recht beim CCPR bei Vertragsverletzungen durch einen Staat eine Individualbeschwerde einzureichen. Es trat ebenfalls am 23. März 1976 völkerrechtlich in Kraft (Art. 9 IPbpR 1. FP).
Im zweiten Fakultativprotokoll (IPbpR 2. FP), haben sich die Staaten vertraglich zur Abschaffung der Todesstrafe verpflichtet. Es enthält ein Staaten- und Individualbeschwerdeverfahren und ein Staatenberichtsverfahren (Art. 3 ff IPbpR 2. FP). Es wurde am 15. Dezember 1989 von der UN-Generalversammlung verabschiedet und trat am 11. Juli 1991 in Kraft (Art. 8 Abs. 1 IPbpR 2. FP).

### Ratifikationen
Die Staatenbeschwerde mussten bei der Ratifikation ausdrücklich abgelehnt werden, die Zustimmung zur Individualbeschwerde erfolgte mit der Ratifikation vom IPbpR 1. FP.
| deutschsprachige Länder           | in Kraft   | Deutschland   | Liechtenstein | Österreich    | Schweiz       |
| --------------------------------- | ---------- | ------------- | ------------- | ------------- | ------------- |
| Zivilpakt IPbpR                   | 23.03.1976 | 17.12.1973    | 10.12.1998    | 10.09.1978    | 18.06.1992    |
| 1. FP Individualbeschwerde        | 23.03.1976 | 25.08.1993    | 10.12.1998    | 10.12.1987    | ----          |
| 2. FP Abschaffung der Todesstrafe | 11.07.1991 | 18.08.1992    | 10.12.1998    | 02.03.1993    | 16.06.1994    |
| Vorbehalte, Erklärungen usw.      |            |               |               |               |               |
| zum Zivilpakt                     |            | keine         | Erklärungen   | Erklärungen   | Erklärungen   |
| zu Staatenbeschwerden             |            | ja            | ja            | ja            | mit Vorbehalt |
| zu Individualbeschwerden          |            | mit Vorbehalt | ja            | mit Vorbehalt | ----          |

Deutschland machte zur Individualbeschwerde einen same matter-Vorbehalt (the Committee shall not apply to communications which have already been considered). Österreich machte ebenfalls einen same matter-Vorbehalt (that the same matter has not been examined by the European Commission on Human Rights), da die Kommission zwischenzeitlich aufgehoben wurde, ist dieser Vorbehalt wirkungslos. Die Schweiz stimmte der Staatenbeschwerde nur für fünf Jahre zu und nach Ablauf dieser Frist wird sie unregelmäßig um jeweils fünf Jahre verlängert.

## Verfahrensordnung des CCPR
Zur Ausführung seiner in Teil IV IPbpR definierten Aufgaben, erstellte der Ausschuss eine Verfahrensordnung – VerfO (englisch Rules of procedure), in welcher die Organisation, Verfahrensabläufe und Zuständigkeiten beim Ausschuss geregelt wurden (Art. 39 Abs. 2 IPbpR). Sie besteht aus 2 Teilen, dem Teil I. Allgemeine Bestimmungen und Teil II. Bestimmungen im Zusammenhang mit den Aufgaben des Ausschusses. Dazu ist sie weiter unterteilt in 19 Kapitel und enthält 114 Regeln (Version CCPR /C/3/Rev.11 vom 9. Januar 2019). Die Regeln sind durchnummeriert und bei einer Revision der VerfO werden sie neu nummeriert.
In der Revision am 21. Februar 2011 wurde im Kap. 16 und 19 ein Anschlussverfahren (englisch Follow-up) zur Überprüfung der Umsetzung der Empfehlungen des Ausschusses eingeführt, da einige Staaten seine Empfehlungen ignorierten.
Die maßgeblichen Kapitel der VerfO sind:
- Kap. 15. Verfahren zur Prüfung der Staatenberichte nach Artikel 40 IPbpR
- Kap. 17. Prüfung von Staatenbeschwerden nach Artikel 41 IPbpR
- Kap. 18. Entgegennahme und Prüfung von Individualbeschwerden gemäss 1. FP

## Prüfung der Staatenberichte
Die Staaten verpflichteten sich, das Abkommen innerstaatlich umzusetzen (Teil II IPbpR), dazu verpflichteten sie sich dem Ausschuss Berichte vorzulegen, in welchen sie darlegen müssen, wie sie den Vertrag umsetzten (Art. 40 IPbpR, Regel 66 VerfO). Der Ablauf der Prüfung ist im Kap. 15 der VerfO geregelt, dazu erließ der Ausschuss eine Richtlinie über den Inhalt und die Form der von den Staaten einzureichenden Berichte.
Die Staaten müssen innerhalb eines Jahres nach Vertragsabschluss beim Ausschuss einen Erstbericht (englisch Initial report) einreichen, danach etwa alle vier Jahre einen periodischen Staatenbericht (englisch Periodical reports). Wegen Überlastung der Ausschüsse wurde von der UN-Generalversammlung das vereinfachte Staatenberichtsverfahren (englisch Simplified Reporting procedure) eingeführt.
Wenn bei der letzten Prüfung eines Staatenberichts keine erheblichen Mängel festgestellt wurden, kann der Ausschuss nun das vereinfachte Verfahren durchführen, in welchem er den Vertragsstaaten eine Liste mit Fragen zustellt (englisch list of issues prior to reporting, LOIPR), dessen Antworten (englisch Replies to LOIs) gelten dann als periodische Staatenberichte (Regel 73 VerfO).
Am Staatenberichtsverfahren können sich auch Nichtregierungsorganisationen (NGOs) und nationalen Menschenrechtsorganisationen (NHRIs) aktiv beteiligen und Parallelberichte zu den Staatenberichten einreichen, um eine unzureichende Umsetzung des Zivilpaktes durch die Vertragsstaaten aufzuzeigen. Dabei können Lücken oder Fehler des Staatenberichts verdeutlicht und auf Defizite hingewiesen werden.
Die Berichtsprüfung findet in öffentlichen Sitzungen statt, in welcher der Ausschuss prüft, ob der Vertragsstaat den Zivilpakt korrekt umsetzte und wie er bestehende Mängel beheben könnte (Regel 72 f VerfO). Für die Teilnahme Dritter an der öffentlichen Verhandlung ist eine Zulassung erforderlich (englisch Accreditation).
Wenn ein Staat trotz Mahnung keinen Bericht einreicht, so prüft der Ausschuss die Umsetzung des Zivilpaktes aufgrund der von den NGOs und NHRIs eingereichten Parallelberichte und vermerkt dies in seinem Jahresbericht an die UN-Generalversammlung (Regel 70 f VerfO).
Stellt der Ausschuss bei der Berichtsprüfung fest, dass der Staat den Zivilpakt ungenügend umsetzte, so kann er ihm Vorschläge zur Behebung der Mängel unterbreiten (Art. 40 Abs. 4 IPbpR, Regel 74 VerfO). Diese Vorschläge werden als Abschließenden Beobachtungen (englisch Concluding Observations) bezeichnet.
Diese Vorschläge des CCPR sind rechtlich nicht bindend, die Umsetzung kann nicht erzwungen werden und es ist nur ein Anschlussverfahren (englisch Follow-up) vorgesehen, in welchem ein Berichterstatter die Umsetzung durch den Staat prüft (Regel 75 VerfO). Gegebenenfalls werden beim nächsten Staatenbericht wieder dieselben Vorschläge gemacht. Sanktionen sind gegenüber dem betreffenden Staat nicht vorgesehen.
Da einige Staaten keine oder verspätet ihre Berichte einreichen, erstellte das UNHCHR, eine Liste mit den Staaten die ihre Berichte pünktlich einreichen (z. B. Italien, die Schweiz usw.) und eine Liste mit denjenigen die in Verzug sind (z. B. Deutschland, Lichtenstein, Österreich, der Vatikan etc.).

## Staatenbeschwerden
Dieses Verfahren ist im Kapitel 17 der VerfO geregelt. Der Ausschuss ist befugt Staatenbeschwerden zu prüfen, wenn ein Vertragsstaat geltend macht, ein anderer Vertragsstaat komme seinen Verpflichtungen aus dem Zivilpakt (IPbpR) oder dem zweiten Fakultativprotokoll nicht nach. Die Voraussetzung dazu ist, dass beide Staaten bei der Ratifikation des Vertrags in einer Erklärung die Zuständigkeit des Ausschusses explizit anerkannten (Art. 41 IPbpR, Regel 82 VerO). Die Voraussetzung einer ausdrücklichen Zustimmung zum Staatenbeschwerdeverfahren war im Vertragsentwurf nicht enthalten, sondern verpflichtender Bestandteil des Vertrages. Da sich einige Staaten dagegen wehrten, wurde der Entwurf dahingehen abgeändert, dass die Staaten diesem Beschwerdeverfahren ausdrücklich zustimmen müssen.
Im Gegensatz zu den Individualbeschwerden gibt es bei Staatenbeschwerden keine hohen formellen Anforderungen und das Sekretariat des UNHCHR ist nicht befugt, Staatenbeschwerden für unzulässig zu erklären, so wie bei den Individualbeschwerden.
Der Ausschuss kann eine Ad hoc-Vergleichskommission einsetzen, welche versucht den Streit zu Schlichten (Art. 42 IPbpR). Kommt keine gütliche Einigung zustande, fasst er den wesentlichen Sachverhalt und die Stellungnahmen der beiden Staaten zusammen (Art. 42 Abs. 7 lit c IPbpR). Wodurch das Verfahren abgeschlossen ist.
Die anschließende Anrufung des Internationalen Gerichtshofs ist im Zivilpakt nicht vorgesehen. Es wird jedoch darauf hingewiesen, dass die Vertragsstaaten auch andere Verfahren zur Beilegung von Streitigkeiten anwenden dürfen (Art. 44 IPbpR), wie bspw. beim EGMR, da der IPbpR und die EMRK in weiten Teilen identisch sind.
Für internationale Streitigkeiten gibt es Regelung, u. a. das Abkommen zur friedlichen Erledigung internationaler Streitfälle. Die Staaten müssen sich nicht zwingend an den Internationalen Gerichtshof wenden, es gibt auch ein Europäisches Übereinkommen zur friedlichen Beilegung von Streitigkeiten.
So reichte Irland am 16. Dezember 1971 bei der EKMR eine Staatenbeschwerde gegen England ein, wegen Verstoß gegen das Folterverbot gemäss Art. 3 EMRK. Formell hätte auch die Möglichkeit bestanden, beim Ausschuss eine Staatenbeschwerde wegen Verstoß gegen das Folterverbot gemäss Art. 7 IPbpR einzureichen – nur das IPBPR trat erst nachher in Kraft.
Hinweis zu diesem Urteil des EGMR und die Folgen (Guantanamo, Abu Graib)

Die USA stützte sich in ihren Tortur Memos zu den Foltermethoden in Guantanamo usw. auch auf dieses Urteil des EGMR ab, da die USA einen Vorbehalt zu unmenschlicher und erniedrigender Behandlung gem. Art. 7 IPbpR und Art. 16 FoK machten. Aus dem Urteil des EGMR folgerte die USA, diese von England angewandten Foltermethoden (five techniques of interrogation) seien nach amerikanischem Recht zulässig, da es nicht Folter, sondern laut EGMR nur unmenschliche und erniedrigende Behandlung, somit nach amerikanischem Recht erlaubt sei. Irland verlangte am 4. Dezember 2014 beim EGMR die Revision jenes Urteils, wonach es sich um Folter und nicht nur um unmenschliche und erniedrigende Behandlung gehandelt habe, die Revision wurde vom EGMR abgelehnt.
Offensichtliches Versehen der UNO

Bei der Voraussetzung für eine Staatenbeschwerde, wonach alle in der Sache zur Verfügung stehenden innerstaatlichen Rechtsbehelfe eingelegt und erschöpft sein müssen, außer wenn das Verfahren bei der Anwendung der Rechtsbehelfe unangemessen lange dauert (Art. 41 Abs. 1 lit c IPbpR), handelt es sich um ein offensichtliches Versehen der UNO, da der beschwerdeführende Staat den anderen Staat nur durch eine schriftliche Mitteilung auf die Missstände hinweisen muss und wenn die Sache nicht innerhalb von sechs Monaten geregelt wurde, kann er sich direkt an den Ausschuss wenden (Art. 41 Abs. 1 lit a, b IPbpR).

## Individualbeschwerden
Die Individualbeschwerden werden euphemistisch als Mitteilungen bezeichnet, (individual communications versus state-to-state complaints). Sofern ein Staat das erste Fakultativprotokoll (IPbpR 1. FP) ratifizierte, kann der Ausschuss auch Individualbeschwerden gegen diesen Vertragsstaat prüfen (Art. 2 IPbpR 1. FP).
Das Hochkommissariat für Menschenrechte, (UNHCHR) schuf dazu ein Beschwerdeformular (englisch Model complaint form) und ein dazugehörendes Informationsblatt. Die Abläufe des Beschwerdeverfahrens sind im Kap. 18 der VerfO aufgeführt, wie auch die formellen Anforderungen an die Individualbeschwerden und die Voraussetzung an deren Zulässigkeit (Regel 88, 97 ff VerfO).
Die Beschwerde muss schriftlich eingereicht werden, sie darf nicht anonym sein und muss in einer der Arbeitssprachen des Ausschusses verfasst sein, dazu muss der nationale Rechtsweg erfolglos durchlaufen sein. Die Beschwerde kann auch mit der Begründung abgelehnt, der Ausschuss sei nicht zuständig, da die geltend gemachte Verletzung nicht im IPbpR enthalten sei (ratione materiae) oder sie würde ein Missbrauch des Beschwerderechts darstellen.
Im Fakultativprotokoll ist keine Beschwerdefrist vorgesehen. Der CCPR legte deswegen eine Frist von fünf Jahren nach dem letzten innerstaatlichen Entscheid fest (Regel 99 lit c VerfO). Eingaben nach Ablauf dieser Frist werden für unzulässig erklärt (ratione temporis).
Ebenfalls wurde keine Vertragsbestimmung erlassen, wonach die eingereichte Beschwerde nicht auch bei einem anderen internationalen Organ eingereicht werden dürfe. Deswegen machten mehrere Staaten einen same matter–Vorbehalt zum Individualbeschwerdeverfahren, wonach dieselbe Beschwerde nicht auch bei einem anderen internationalen Organ (z. B. beim EGMR, einem anderen UN-Vertragsorgan o. ä.) eingereicht werden dürfe (Regel 90 Abs. 1 lit g VerfO).
Die bei der UNO eingereichten Beschwerden werden zuerst vom Sekretariat des UNHCHR formell geprüft (Regel 88 VerfO). Dann wird die Beschwerde entweder abgelehnt oder registriert und an den Ausschuss weitergeleitet, welcher dann seinerseits die materielle Zulässigkeit der Beschwerde prüft (Art. 5 IPbpR 1. FP, Regel 97 VerfO).
Wurde die Mitteilung nicht entgegengenommen, wird dies dem Beschwerdeführer in einem Standardschreiben mitgeteilt. Es benutzt für die Ablehnung der beim CERD, CAT und dem CCPR eingereichten Beschwerden dasselbe Formular, in welchem meistens ungenügende Begründung angekreuzt wird, obwohl dies gar nicht vorgesehen ist und stattdessen Informationen eingeholt werden müssten (Regel 90 VerfO). Vom Sekretariat werden nur die Beschwerden registriert, welche an den Ausschuss weitergeleitet werden. Über die Anzahl der bereits vom Sekretariat abgelehnten Beschwerden wird keine Statistik geführt.
Falls die Beschwerde entgegengenommen wurde, wird sie an den betreffenden Staat zur Stellungnahme weitergeleitet, woraufhin dieser die Einrede der Unzulässigkeit einbringen kann (Art. 4 IPbpR 1. FP, Regel 92 VerfO). Der Ausschuss versucht auch eine gütliche Einigung zu erreichen. Wenn der Vertragsstaat dem zustimmt, wird dies in einem Entscheid festgehalten (englisch Discontinuance decision) und der Fall ist erledigt.
Kam keine gütliche Einigung zustande, prüft der Ausschuss die formelle Zulässigkeit der Beschwerde (Regel 97 ff. VerfO). Wenn er die Beschwerde für unzulässig erklärte, dann begründet er – im Gegensatz zum Sekretariat – seinen Entscheid der Unzulässigkeit. Wenn die Beschwerde zugelassen wurde, setzt er sich inhaltlich mit der Beschwerde auseinander (Regel 111 VerfO). Stellt er eine Vertragsverletzung fest, unterbreitet er dem Staat Vorschlägen und Empfehlungen wie er diese beheben könne (Art. 5 Abs. 4 IPbpR 1. FP).
Die Empfehlungen sind rechtlich nicht bindend, ihre Umsetzung kann nicht erzwungen werden, es ist nur ein Anschlussverfahren (englisch Follow-up) vorgesehen, in welchem die Umsetzung der Empfehlungen durch den Staat geprüft wird und es gegebenenfalls im nächsten Staatenberichtsverfahren thematisiert wird. Sanktionen sind gegen fehlbare Staaten nicht vorgesehen.

### Vorsorgliche Maßnahmen
Bei der Einreichung der Beschwerde können auch gleichzeitig Vorsorgliche Maßnahmen (Interim measures) verlangt werden, falls ein nichtwiedergutzumachender Schaden entstehen kann. Solche Anträge müssen so schnell wie möglich – mit dem Vermerk Urgent Interim measures – eingereicht werden, damit der Ausschuss genügend Zeit hat, das Begehren zu prüfen und solche Maßnahmen anzuordnen. Der Ausschuss kann auch von sich aus vorsorgliche Maßnahmen anordnen, sie stellen jedoch keinen Entscheid über die Zulässigkeit der Beschwerde oder der Feststellung einer Vertragsverletzung durch den Staat dar (Regel 94 VerfO).

### Beschwerden beim CCPR und EGMR
Wenn ein Staat einen same matter – Vorbehalt machte, darf eine Beschwerde bspw. betreffend Art. 2 Abs. 3 IPbpR und Art. 13 EMRK Recht auf wirksame Beschwerde nicht gleichzeitig bei einem Kontrollorgan und dem EGMR eingereicht werden, da es derselbe Sachverhalt ist (same matter). Es ist jedoch zulässig beim Ausschuss eine Beschwerde wegen Verstoß gegen Art. 11 IPbpR Verbot des Schuldverhafts und beim EGMR eine Beschwerde wegen Art. 12 EMRK Recht auf Eheschließung einzureichen, da es keine Überschneidung gibt, sondern verschiedene Vertragsverletzungen durch denselben Staat betrifft.
Es gibt Beschwerden, welche zuerst beim EGMR eingereicht, von diesem jedoch nicht entgegengenommen wurden, mit der Standardbegründung: die Beschwerde hat keinen Anschein einer Verletzung der in der Konvention (EMRK) oder ihren Zusatzprotokollen garantierten Rechte und Freiheiten. Die daraufhin beim UN-Ausschuss eingereichte Beschwerde dann mit der Begründung abgelehnt wurde, sie sei angebliche vom EGMR geprüft worden, obwohl der EGMR die Beschwerde gar nicht materiell prüfte, sondern nicht entgegennahm. Zwischenzeitlich gibt es Entscheide vom Ausschuss, in welchen er die Beschwerden dennoch prüfte.
Sinngemäß der Entscheid No. 577/2013 des CAT-Ausschusses vom 9. Februar 2016, i.S. N.B. c. Russland wegen Folter. Der Beschwerdeführer hatte gleichzeitig beim EGMR eine identische Beschwerde eingereicht (No. 33772/13), weswegen der CAT-Ausschuss die Beschwerde ablehnte (siehe Entscheid RZ 8.2). In der Urteilsdatenbank HUDOC des EGMR gibt es jedoch kein Urteil mit der No. 33772/13, da die Beschwerde von der Kanzlei verweigert und aus dem Register gestrichen wurde – somit vom EGMR nicht geprüft wurde.

## Untersuchungsverfahren
Im Zivilpakt ist kein Untersuchungsverfahren, vorgesehen, wenn zuverlässige Informationen über schwerwiegende oder systematische Vertragsverletzungen durch einen Staat vorliegen. In den 1990er Jahren ersuchte der Ausschuss mehrere solcher Staaten einen diesbezüglichen Staatenbericht einzureichen. Es betraf: Bosnien und Herzegowina, Kroatien, Serbien, Burundi, Angola, Haiti, Ruanda und Nigeria, nur Bosnien und Herzegowina, Kroatien und Serbien reichten den verlangten Bericht ein. Im März 2004 erörterte der CCPR die Möglichkeiten der Schaffung eines Eil- oder Ad-hoc-Berichtsverfahrens für solche Fälle.
Wenn der Ausschuss mit solchen schwerwiegenden oder systematischen Vertragsverletzungen durch einen Staat konfrontiert wird, dann kann er der UN-Generalversammlung die Angelegenheit zur Kenntnis bringen.
Diese entscheidet dann über das weitere Vorgehen, denn Handlungen, die im Rahmen eines ausgedehnten oder systematischen Angriffs gegen die Zivilbevölkerung begangen werden, gelten laut Art. 7 Abs. 1 Römer Statut als Verbrechen gegen die Menschlichkeit und dafür ist der Internationale Strafgerichtshof in Den Haag zuständig, sofern der fehlbare Staat den Internationalen Strafgerichtshof anerkannte.

## Statistik der Beschwerden
| Staaten           | Hängige | unzulässige | eingestellte | Verstoß | Kein Verstoß | Registriert |
| ----------------- | ------- | ----------- | ------------ | ------- | ------------ | ----------- |
| Deutschland       | 0       | 17          | 1            | 1       | 1            | 20          |
| Liechtenstein     | 0       | 0           | 0            | 0       | 0            | 0           |
| Österreich        | 2       | 10          | 2            | 5       | 7            | 26          |
| Schweiz           | ----    | ----        | ----         | ----    | ----         | ----        |
| Total 115 Staaten | 450     | 586         | 338          | 954     | 162          | 2756        |

Die Schweiz hat das Recht auf Individualbeschwerde abgelehnt. Die Zahlen sind ohne die bereits vom Sekretariat des UNHCHR abgelehnten Beschwerden. Die einzelnen Entscheide können auch in der Datenbank der UNO abgerufen werden.

## Allgemeine Bemerkungen
Zur Auslegung und Präzisierung der einzelnen Bestimmungen im Zivilpakt veröffentlicht der Ausschuss Allgemeine Bemerkungen (englisch General comments). Sie sollen Missverständnisse ausräumen und die Vertragsstaaten bei der Erfüllung ihrer vertraglichen Verpflichtungen behilflich sein.
- GC Nr. 30 (2002): Die Berichtspflichten der Vertragsstaaten gemäß Artikel 40 des Pakts[104]
- GC Nr. 31 (2004): Die Rechtsnatur der Paktverpflichtungen[105][106]

## Mitglieder des CCPR
Die nach Art. 28–39 IPbpR für jeweils 4 Jahre eingesetzten Mitglieder:
| Nr. | Name                              | Staat        | Amtszeit  | Funktion         |
| --- | --------------------------------- | ------------ | --------- | ---------------- |
| 1.  | Frau Tania María Abdo Rocholl     | Paraguay     | 2021–2024 |                  |
| 2.  | Frau Wafaa Ashraf Moharram Bassim | Ägypten      | 2021–2024 |                  |
| 3.  | Herr Yadh Ben Achour              | Tunesien     | 2019-2022 |                  |
| 4.  | Herr Christopher Arif Bulkan      | Guyana       | 2019-2022 | Vizepräsident    |
| 5.  | Herr Mahjoub El Haiba             | Marokko      | 2021–2024 |                  |
| 6.  | Herr Shuichi Furuya               | Japan        | 2019–2022 | Vizepräsident    |
| 7.  | Herr Carlos Gómez Martínez        | Spanien      | 2021–2024 |                  |
| 8.  | Herr Marcia. V. J. Kran           | Kanada       | 2021–2024 |                  |
| 9.  | Herr Duncan Muhumuza Laki         | Uganda       | 2019–2022 | Berichterstatter |
| 10. | Frau Photini Pazartzis            | Griechenland | 2019–2022 | Präsidentin      |
| 11. | Herr Hernán Quezada Cabrera       | Chile        | 2019–2022 |                  |
| 12. | Frau Vasilka Sancin               | Slowenien    | 2019–2022 | Vizepräsidentin  |
| 13. | Herr José Manuel Santos Pais      | Portugal     | 2021–2024 |                  |
| 14. | Herr Changrok Soh                 | Südkorea     | 2021–2024 |                  |
| 15. | Frau Kobauyah Tchamdja Kpatcha    | Togo         | 2021–2024 |                  |
| 16. | Frau Hélène Tigroudja             | Frankreich   | 2019–2022 |                  |
| 17. | Herr Imeru Tamerat Yigezu         | Äthiopien    | 2021–2024 |                  |
| 18. | Herr Gentian Zyberi               | Albanien     | 2019–2022 |                  |

## Weiterführende Informationen

### Rapporte zu den Staatenberichten
- Deutschland – Rapporte und Berichte in der Datenbank des CCRP
- Liechtenstein – Rapporte und Berichte in der Datenbank des CCRP
- Österreich – Rapporte und Berichte in der Datenbank des CCRP
- Schweiz – Rapporte und Berichte in der Datenbank des CCRP

### Vertragsgrundlagen
- Verfahrensordnung des CCPR. Version CCPR /C/3/Rev.11, 9. Januar 2019 (englisch).
- Internationaler Pakt über bürgerliche und politische Rechte (Zivilpakt, IPbpR). In: Liechtensteinische Gesetzessammlung (LILEX)
- Ratifikationsstand vom IPbpR – Status of treaties. In: Vertragssammlung der UNO (englisch).
- 1. FP zum Zivilpakt für Individualbeschwerden in: Liechtensteinische Gesetzessammlung (LILEX)
- Ratifikationsstand vom 1. FP zum IPbpR – Status of treaties. In: Vertragssammlung der UNO (englisch).
- 2. FP zum Zivilpakt zur Abschaffung der Todesstrafe. In: Liechtensteinische Gesetzessammlung (LILEX)
- Ratifikationsstand vom 2. FP zum IPbpR – Status of treaties. In: Vertragssammlung der UNO (englisch).